# 肯尼斯·洛勒根
肯尼斯·洛勒根（英語：Kenneth Lonergan，1962年10月16日—）是一名美國男劇作家、編劇、導演與演員。2002年，他憑《紐約黑幫》提名了奧斯卡最佳原創劇本獎。2016年的《海边的曼彻斯特》获得奥斯卡最佳原創劇本獎、最佳导演提名，金球奖最佳剧情片、最佳导演提名，以及英国电影学院奖最佳影片、最佳导演提名；赢得奥斯卡和英国电影学院奖最佳原创剧本奖。

## 早期生活
肯尼斯·洛勒根出生於布朗克斯。他的母親是猶太人，而父親是愛爾蘭人的後裔。

## 個人生活
洛勒根的妻子是女演員J·史密斯-卡梅倫，兩人於2000年成婚。他們有一個女兒妮爾森（Nellie）。

## 作品列表

### 舞台劇
- 1982：《The Rennings Children》（獨幕劇）-劇作家
- 1993：《Betrayal by Everyone》（獨幕劇）-劇作家
- 1996：《這是我們的青春（英语：This Is Our Youth）》-劇作家
- 2000：《韋弗利畫廊（英语：The Waverley Gallery）》-劇作家
- 2001：《大堂英雄（英语：Lobby Hero）》-劇作家
- 2004：《True to You》（獨幕劇）-劇作家
- 2009：《The Starry Messenger》-劇作家
- 2016：《Hold On to Me Darling》-劇作家

### 電影
- 1997：《Two in the Morning》（短片）-特別感謝
- 1999：《老大靠邊閃》-編劇，故事
- 2000：《我辦事，你放心（英语：You Can Count On Me）》-編劇，導演，演員
- 2000：《鹿兄鼠弟（英语：The Adventures of Rocky and Bullwinkle）》-編劇
- 2002：《老大靠邊閃2︰歪打正著》-編劇
- 2002：《紐約黑幫》-編劇
- 2011：《瑪格利特》-編劇，導演
- 2016：《海邊的曼徹斯特》-編劇，導演

### 電視
- 1994：《阿德日記（英语：Doug (TV series)）》（試播集；「Doug Throws a Party」）-編劇
- 2017：《霍華德莊園（英语：Howards End (TV series)）》（4集）-編劇

## 外部連結
- 肯尼斯·洛勒根在互联网电影资料库（IMDb）上的資料（英文）
- Internet Broadway Database Listing （页面存档备份，存于）